# Джули Кэш
Джули Кэш (англ. Julie Cash, род. 23 мая 1989 года, Даллас, США) — американская порноактриса, лауреат премии NightMoves Award.

## Биография
Родилась 23 мая 1989 года в Далласе, штат Техас. Настоящее имя — Cheyenne Snow. Имеет смешанное американское, голландское, немецкое, шайеннское и афроамериканское происхождение. Выросла в маленьком городке Гранд Салин в Восточном Техасе.
Дебютировала в порноиндустрии в 2009 году, в возрасте около 20 лет. Снималась для таких студий, как Wicked Pictures, New Sensations, Pulse Distribution, West Coast Productions, Pure Play Media, Jules Jordan Video и других. Кроме этого, снималась для сайтов Mofos, BangBros и Reality Kings. Является популярной исполнительницей в стиле BBW (Big Beautiful Woman, «большая красивая женщина»).
Первая анальная сцена — в фильме Massive Anal Booty, 2011 год.
Получила премию NightMoves в 2013 году в номинации «Лучшая BBW-исполнительница» по версии редакции.

## Премии и номинации

### Премии
- 2012 Urban X Award — Orgasmic Oralist of the Year
- 2013 NightMoves Award — Лучшая BBW-исполнительница (выбор редакции)[9]

### Номинации
- 2012 Urban X Award — лучшая парная сцена, за Big Booty White Girlz 6[10] (2012)
- 2013 Sex Awards — порнозвезда года
- 2015 AVN Awards — приз зрительских симпатий: самая горячая задница
- 2016 AVN Awards — приз зрительских симпатий: самая эпическая задница
- 2018 Spank Bank Awards — Грязный дистрибьютор года